# Pedro Fermín
Pedro Fermín (23 de noviembre de 1950, Carúpano, Estado Sucre, Venezuela) es un escultor y artista de instalaciones. Estudió en la Escuela de Artes Plásticas de Carúpano (1969) y en la Escuela de Artes Plásticas Cristóbal Rojas en Caracas (1972-1974). Durante el año de 1977, gana su primer reconocimiento en el Salón Nacional de Cámara de Decoradores (Caracas). Un autor de arte abstracto y aficionado al plano y el movimiento como elementos fundamentales en su arte.

## Biografía
El 23 de noviembre de 1950 nace en Carúpano, Estado Sucre, Venezuela, Pedro Fermín. Comienza sus estudios de arte en 1969, en la Escuela de Artes Plásticas de Carúpano. Próximamente, se traslada a Caracas, donde se inscribe en talleres dictados por Ramón Vásquez Brito y Gabriel Bracho en la Escuela Cristóbal Rojas. Forma, durante 1975, en la Escuela de Artes Plásticas de Carúpano, el grupo fundador de Talleres libres. Trabajó en el mismo establecimiento como profesor de dibujo y pintura. Expone en la Sala de Lectura de la Plaza Bolívar de Caracas en el año de 1976. Al año siguiente, gana su primer reconocimiento: el primer premio en el Salón Nacional de Cámara de Decoradores (Caracas). En el mismo año, participada el II Salón Anual de Pintura en la Galería Banap (Caracas). Es incluido en «Pintores y mar» por el Instituto Nacional de Puertos (1978). Mismo año en el que alcanza la Mención Honorífica en el 3er. Salón BANAP (Caracas) y la 3.ª Mención Honorífica en el Salón Municipal de Caracas por su obra La casa de dos puertas.
Su interés por lo tridimensional comienza en 1979. Participó en la exposición del «El mundo de lo sobrenatural», junto a otros artistas de la época, como Mario Abreu, en el Concejo Municipal del Distrito Federal (Caracas); para ese mismo año, 1980, expone en la Cámara de Comercio e Industria del Distrito Ricaurte. También, asistió a «Proposiciones de Víctor Lucena 1969-1980» (MACC) una exposición que le permite abrirse paso a la conceptualización del lenguaje constructivo.
En 1985 presenta en Galería El Patio, «Conversión hacia el arte abstracto». Una exposición de 36 pinturas que Félix George, en el catálogo de la muestra, anuncia como: «en un primer momento de sus obras abstractas, Fermín plenó estos laberintos de mucho color…». Notable su amplia representación, entre paisajismos posimpresionistas y expresionismo geométrico. Fermín crea, junto a distintos puntos de fuga y la perspectiva, el volumen en las obras. Aunque, como señala Félix George, la sobriedad se abre paso en su producto artístico. 
El color ahora se presenta como líneas fuertes que ayudan a crear tensión en la instalación. El trabajo de Fermín se aleja del arte figurativo y penetra en el mundo de la no realidad. Participa como invitado, en el mismo año, en la exposición que el Museo de Arte La Rinconada realizó en homenaje a Alejo Carpentier. Expone en 1986 «Espacios tonales» en la Galería Graphic CB/2, donde demuestra una búsqueda de relacionar tonos y contrastes. Tensiones variables es la exposición que presenta en el XLVII Salón Arturo Michelena en el año de 1989. Posteriormente, realiza una serie con dicho nombre y una de las obras incluidas gana el premio Antonio Herrera Toro (1990). Presenta en el Espacio Simonetti de Valencia, Venezuela «Tensiones variables» (1991) y, luego, en la Galería Oscar Ascanio de Caracas. En esta, trabaja el acrílico sobre madera, espacios de color plano y piezas tridimensionales. Niño Araque comenta en catálogo de la exposición (1991) que el artista pretende con la volumetría del color crear el espacio pictórico. Forma parte del Salón Regional I (Museo Francisco Narváez) y la I Bienal Gran Premio Dimple 15 años (1992). Posteriormente, en 1993, presenta en la Galería Vía de Caracas, su exposición «Estructura Espacio». Aquella que Axel Stein llama deconstrucción de los límites de la labor artística siguiendo los rigores más elementales de la pintura. Crea un ambiente de múltiples camino con bloques de cemento al que llama Laberinto y lo presenta en la Iglesia de las Siervas (Ciudad Bolívar) para a la IV Bienal de Guayana (1994). Gana su primer premio en el área de tridimensionalidad con su pieza Hierro policromado en el XIX Salón Aragua (MACMMA) en 1994. Se presenta en la exposición del Museo de Bellas Artes de Caracas con la exhibición de «Lo no pictórico»; siete piezas escultóricas en hierro y una de madera. La exposición gira en torno a la posibilidad de las variables perceptuales del espacio, mediante, el comportamiento de formas geométricas planas y sólidas.
El inicio de una nueva década trae más presentaciones por parte del artista. En el 2000, «Relación continua» presentada en la Sala Alternativa Elvira Neri Galería de Arte. Después, en 2006, Art Nouveau de Maracaibo (Venezuela) exhibe «Rigurosa levedad» y un año después «A escala mayor» en el Espacio Cultural Capuy. La Sala TAC expone «Pedro Fermín. Planos relativos» en el año 2009. Años después, en el 2012, exhibe en la Galería La Cuadra (Caracas) «Pedro Fermín». Por otro lado, de manera intercalada, estos años también presenta exposiciones grupales. La   segunda de su carrera en el 2000, «Geometría como Vanguardia» que se presenta en cuatro lugares: el Museo de Arte Contemporáneo del Zulia, (Maracaibo); el Museo de Barquisimeto; el Museo de Arte Moderno Jesús Soto (Ciudad Bolívar), y Museo Alejandro Otero en Caracas. Se exhibe tres años seguidos en el Salón Arturo Michelena (2000, 2001 y 2003). En el 2003, gana el Premio Braulio Salazar. Forma parte de la 4° Bienal de Barro de América en el Centro de Arte de Maracaibo Lía Bermúdez y se le incluye en la exposición del Museo Alejandro Otero, «Retomando el volumen».  Participa en el 2006 en dos exposiciones, «Homenaje al cuadrado» y «Minimal».
Los años posteriores son beneficiosos para la obra del artista a nivel internacional. Se le incluye en «Visión de la pintura venezolana contemporánea», Museo Nacional de Arte de  Beijing (China, 2012). Un año después, en «Signos contemporáneos en el arte venezolano», Galería La Cometa, Bogotá, Colombia. Se le incluye en la Feria Internacional de Arte de Lima (FIAL) en el 2013. Al año siguiente, participa en Art Miami, la Feria Internacional de Arte Contemporáneo y Moderno, en Miami. En el 2015, hace dos exhibiciones en Caracas, «Pedro Fermín, El espacio como objeto» y «Pedro Fermín, Diálogos», en Galería Freites y Centro Cultural B.O.D respectivamente. Lo último en su carrera ha sido el premio otorgado en el 2015, Premio Artista Consagrado AICA 2014 (Caracas) y la exposición realizada en Galería Freites durante el 2018 «Pedro Fermín, Pedro Fermín». El artista maneja un discurso donde el vacío adquiere valores exponenciales en la estructura escultórica. Su última exposición maneja una refección del espacio y la forma, aunque la mayoría de su trabajo tiene dicha influencia. «Pedro Fermín, Pedro Fermín» es en particular un espacio influenciado por artistas como Albers y Mondrian, donde forma y movimiento son sensaciones. El texto curatorial revela que: «la obra se sostiene en planteamientos muy complejos en el campo de relaciones entre fragilidad, el movimiento, la inestabilidad, el vacío…».
Pedro Fermín es un artista plástico que aborda mediante sus piezas un estudio complejo y detallado del espacio como objeto. Su lenguaje se nutre de los elementos base de la abstracción y el constructivismo, con piezas que revelan la ambigüedad entre obra y espacio. El autor menciona que en sus últimas piezas, entre ellas Continua (figura retorcida que está suspendida para aparentar ligereza) y Relación axial (aproximación al estilo de Mondrian), hay una influencia base de la cinta de Moebius, puesto que, ve en el movimiento espiroidal de piezas planas como el constructor del espacio. Otro de los intereses estilísticos del artista gira en torno al horizonte y la perspectiva. Fermín asegura que el horizonte recto es un constructo del hombre y este, al contrario, es curvo. Pedro Fermín también afirma que su obra, o el trabajo artístico en general, no está terminado hasta que obtiene la mirada de alguien.

## Obras

### Exposiciones individuales
- 2018 Pedro Fermín, Pedro Fermín, Galería Freites, Caracas.
- 2015 Pedro Fermín, Diálogos, Sala de exposiciones Centro Cultural B.O.D, Caracas.
- 2015 Pedro Fermín, El espacio como objeto, Galería Freites, Caracas.
- 2013 Pedro Fermín, Vértice Vórtice, Galería Graphic Art, Caracas.
- 2012 Pedro Fermín, Galería La Cuadra, Caracas.
- 2009 Pedro Fermín. Planos relativos, Sala TAC, Caracas.
- 2007 A escala mayor, Espacio Cultural Capuy, Caracas.
- 2006 Rigurosa levedad, Art Nouveau, Maracaibo, Venezuela.
- 2000 Relación continua, Sala Alternativa Elvira Neri Galería de Arte, Caracas.
- 1998 Forma del espacio, Museo de Arte Moderno Jesús Soto, Ciudad Bolívar, Venezuela.
- 1996 Lo no pictórico, Museo de Bellas Artes, Caracas.
- 1993 Estructura Espacio, Galería Vía, Caracas.
- 1992 Tensiones variables, Galería Oscar Ascanio, Caracas.
- 1991 Tensiones variables, Espacio Simonetti, Valencia, Venezuela.
- 1986 Espacios tonales, Galería Graphic CB/2, Caracas.

- 1985 Conversión hacia el arte abstracto, Galería El Patio, Caracas.

### Exposiciones grupales
- 2016 Obras Singulares de Maestros Contemporáneos, Galería Freites, Caracas.
- 2013 La Década TAC 2003-2013. Diez años, un legado, Sala TAC, Caracas.
- 2013 Signos contemporáneos en el arte venezolano, Galería La Cometa, Bogotá, Colombia.
- 2012 Visión de la pintura venezolana contemporánea, Museo Nacional de Arte. Beijing, China.
- 2012 Gallery Artists, Galería La Cuadra, Caracas.
- 2011 Pequeña escala, Galería La Cuadra, Caracas.
- 2010 65° Bienal Salón Arturo Michelena, Valencia, Venezuela.
- 2008 Bosque Cultural, Directv Sport Park, Caracas.
- 2008 Propuesta-s Uno, Galería Freites, Caracas.
- 2006 Homenaje al cuadrado, Espacio Cultural Capuy, Caracas.
- 2006 Minimal, Galería La Cuadra, Caracas.
- 2004 4° Bienal de Barro de América, Centro de Arte de Maracaibo Lía Bermúdez, Maracaibo, Venezuela.
- 2004 62° Salón Arturo Michelena, Ateneo de Valencia, Valencia, Venezuela.
- Retomando el volumen, Museo Alejandro Otero, Caracas.
- 2003 29° Salón Nacional de Arte Aragua, Museo de Arte Contemporáneo Mario Abreu, Maracay, Venezuela.
- 2003 61° Salón Arturo Michelena, Ateneo de Valencia, Valencia, Venezuela.
- 2001 59° Salón Arturo Michelena, Ateneo de Valencia, Valencia, Venezuela.
- 2000 58° Salón Arturo Michelena, Ateneo de Valencia, Valencia, Venezuela.
- 2000 Geometría como Vanguardia, Museo de Arte Contemporáneo del Zulia, Maracaibo; Museo de Barquisimeto; Museo de Arte Moderno Jesús Soto, Ciudad Bolívar, y Museo Alejandro Otero, Caracas, Venezuela.
- 1990 48° Salón Arturo Michelena, Ateneo de Valencia, Valencia, Venezuela.

### Reconocimientos
- 2015 Premio Artista Consagrado AICA 2014, Caracas.[15]
- 2010 Premio 65° Bienal Salón Arturo Michelena, Valencia, Venezuela.[16]
- 2004 Premio Mario Abreu, Salón Nacional de Aragua, Museo de Arte Contemporáneo Mario Abreu, Maracay, Venezuela.[16]
- 2003 Premio Braulio Salazar, 51° Salón Arturo Michelena, Valencia, Venezuela.[16]
- Premio DYCVENSA, Ateneo de Caracas, Caracas.[16]
- 1994 Premio Modalidad Tridimensional, Salón Nacional de Aragua, Museo de Arte Contemporáneo Mario Abreu, Maracay, Venezuela.
- 1990 Premio Antonio Herrera Toro, XLVIII Salón Arturo Michelena, Valencia, Venezuela.
- 1981 2.º. Premio de La Cámara de Comercio de La Guaira, Venezuela.
- 1980 Premio de Pintura al Aire Libre, La Victoria, Venezuela.[17]
- 1978 Mención Honorífica, 3er. Salón BANAP, Caracas.[3]
- 1978 3.ª Mención Honorífica, Salón Municipal de Caracas, Caracas.[3]
- 1977 1.er. Premio Salón Nacional de Decoradores, Caracas.[1]